# قسم تلخاب الريفي (مقاطعة فراهان)
قسم تلخاب الريفي (بالفارسية: دهستان تلخاب) هي منطقة سكنية تقع في مركزي في إيران. يقدر عدد سكانها بـ 6,956 نسمة .